# Eois subrosea
Eois subrosea är en fjärilsart som beskrevs av W. Warren 1897. Eois subrosea ingår i släktet Eois och familjen mätare. Inga underarter finns listade i Catalogue of Life.